# Santiago Lange
Santiago Raúl Lange Roberti (San Isidro, 22 september 1961) is een Argentijns zeiler.
Lange nam in totaal zes maal deel aan de Olympische Zomerspelen en won drie medailles, in 2004 en 2008 in de catamaran Tornado. 
Lange kreeg in 2015 de diagnose longkanker. Zijn linkerlong is operatief verwijderd. 
Tijdens de Olympische Zomerspelen 2016 won hij samen met Cecilia Carranza Saroli in de catamaran Nacra 17. De Nacra 17 was de eerste olympische discipline waarbij een gemengde bemanning verplicht was.
Lange won tijdens de wereldkampioenschappen vijf medailles, drie in de Tornado waaronder een wereldtitel en twee in de Nacra 17.

## Resultaten

### Wereldkampioenschappen
| Jaar | Plaats            | Resultaten |
| ---- | ----------------- | ---------- |
| 2003 | Cádiz             | Tornado    |
| 2004 | Palma de Mallorca | Tornado    |
| 2006 | San Isidro        | Tornado    |
| 2014 | Santander         | Nacra 17   |
| 2018 | Aarhus            | Nacra 17   |

### Olympische Zomerspelen
| Jaar | Plaats         | Resultaten  |
| ---- | -------------- | ----------- |
| 1988 | Busan          | 9e Soling   |
| 1996 | Savannah       | 9e Laser    |
| 2000 | Sydney         | 10e Tornado |
| 2004 | Athene         | Tornado     |
| 2008 | Qingdao        | Tornado     |
| 2016 | Rio de Janeiro | Nacra 17    |
| 2020 | Tokio          | 7e Nacra 17 |

2016: Santiago Lange / Cecilia Carranza Saroli ·
2020: Ruggero Tita / Caterina Banti ·
2024: Ruggero Tita / Caterina Banti